# Peter Asch
Peter Asch, född 16 oktober 1948 i Monterey i Kalifornien, är en amerikansk vattenpolospelare. Han ingick i USA:s landslag vid olympiska sommarspelen 1972.
Asch gjorde fem mål i den olympiska vattenpoloturneringen i München där USA tog brons. Han ingick i laget som vann vattenpoloturneringen vid panamerikanska spelen 1971.